# 김두리 (양궁 선수)
김두리(1981년 5월 30일 ~ )는 대한민국의 양궁 선수이다.

## 생애
서신초등학교, 풍남여자중학교, 전주여자고등학교 졸업
1997년 제2회 코리아국제양궁대회 여자 개인전 1위, 단체전 2위. 1997년 제39회 세계 양궁 선수권 대회 여자 개인.단체전 1위.
2004년 제2회 LG셀룰라컵 세계양궁대회 여자부 우승 2006년 종합선수권대회 단체전 2위 후 결혼을 이유로 은퇴